# フィンランドのエネルギー
フィンランドのエネルギー（英語: Energy in Finland）ではフィンランドにおけるエネルギーと電力の生産、消費及び輸入について述べる。フィンランドは国内の化石燃料産出量が少なく、国外から石油、天然ガス、そして原子力発電に必要なウランを大量輸入する必要があった。フィンランドの一人当たりエネルギー消費量は欧州連合で最も高いが、その原因はエネルギー消費量の多い工業（フィンランドのエネルギー消費のうち半分が工業による消費である）、生活水準の高さ、寒い気候（エネルギー消費の4分の1は暖房に使われている）、長い交通距離（エネルギー消費の16％は交通に使われている）などがある。

## 概要
| フィンランドのエネルギー | フィンランドのエネルギー | フィンランドのエネルギー | フィンランドのエネルギー | フィンランドのエネルギー | フィンランドのエネルギー | フィンランドのエネルギー |
| 年 | 人口                     | 一次エネルギー           | 生産                     | 輸入                     | 電力                     | 二酸化炭素排出量         |
| | 百万                     | TWh                      | TWh                      | TWh                      | TWh                      | Mt                       |
| --- | ------------------------ | ------------------------ | ------------------------ | ------------------------ | ------------------------ | ------------------------ |
| 2004 | 5.23                     | 443                      | 185                      | 247                      | 87.7                     | 68.9                     |
| 2007 | 5.29                     | 424                      | 185                      | 232                      | 90.8                     | 64.4                     |
| 2008 | 5.31                     | 410                      | 193                      | 230                      | 86.9                     | 56.6                     |
| 2009 | 5.34                     | 386                      | 192                      | 213                      | 81.4                     | 55.0                     |
| 2010 | 5.36                     | 423                      | 201                      | 210                      | 88.4                     | 62.9                     |
| 2012 | 5.39                     | 404                      | 199                      | 223                      | 84.8                     | 55.6                     |
| 2012R | 5.41                     | 387                      | 201                      | 181                      | 84.9                     | 49.4                     |
| 2013 | 5.44                     | 384                      | 211                      | 192                      | 84.4                     | 49.2                     |
| 2004-10年の変化 | 2.5%                     | -4.4%                    | 8.8%                     | -15.1%                   | 0.8%                     | -8.7%                    |
| Mt = 11.63 TWh. 一次エネルギーにはエネルギー損失も含まれ、例えば原子力発電のエネルギー損失は3分の2である。 2012R = 二酸化炭素の算出法が変更されたため数字が更新された |                          |                          |                          |                          |                          |                          |

フィンランドの二酸化炭素排出量は1990年から2007年まで、大きな減少はなかった。2008年から2009年にかけての減少は経済が衰退したことと、製紙業界の工場の一部が国外に移転したことによる。二酸化炭素排出量の前年比は1990年から2007年までの間、年によっては7％から20％の増減を見ることもあった。例えば、1996年の排出量は前年比で18％上昇、2006年の排出量は前年比で20％上昇した。フィンランドの泥炭発電量と二酸化炭素の排出量は1990年から2007年までのデータでは相関関係がある。
| フィンランドの一人当たり二酸化炭素排出量 | フィンランドの一人当たり二酸化炭素排出量 | フィンランドの一人当たり二酸化炭素排出量 | フィンランドの一人当たり二酸化炭素排出量 |
| 年                                       | 一人当たりトン数                         | 前年比                                   | 泥炭 TWh                                 |
| ---------------------------------------- | ---------------------------------------- | ---------------------------------------- | ---------------------------------------- |
| 1990                                     | 10.2                                     |                                          | 16                                       |
| 1991                                     | 11.0                                     | 108%                                     | 16                                       |
| 1995                                     | 10.2                                     |                                          | 21                                       |
| 1996                                     | 12.0                                     | 118%                                     | 24                                       |
| 2000                                     | 10.1                                     |                                          | 17                                       |
| 2001                                     | 10.9                                     | 108%                                     | 24                                       |
| 2003                                     | 13.2                                     |                                          | 28                                       |
| 2004                                     | 12.8                                     |                                          | 25                                       |
| 2005                                     | 10.4                                     |                                          | 19                                       |
| 2006                                     | 12.6                                     | 121%                                     | 26                                       |
| 2007                                     | 12.1                                     |                                          | 29                                       |

フィンランドの再生可能エネルギーによる発電比率は1998年から2005年まで11から12％とほぼ同じ水準で推移しており、年ごとに変化する水力発電量と合わせて約24から27％となっている。エネルギー総量のうち再生可能エネルギーの比率は1998年から2005年までで24％になっている。再生可能エネルギーのうちフィンランドの林業が産出する黒液と木材燃料は1990年には57％、2005年には67％を占めており、残りは主に水力であるが、フィンランド国内で水力発電が使えるところのほとんどにはすでに導入されている。

## 消費
エネルギーの変換や輸送による損失を除いた最終消費量は2013年では1,102ペタジュールになっており、1人当たりでは202ギガジュールになる。そのうち工業の消費量は46％、交通は16％、暖房は25％になっている。
フィンランドの1人当たりエネルギー消費量は欧州連合で最も高いが、その原因はエネルギー消費量の多い工業、生活水準の高さ、寒い気候、長い交通距離などがある。エネルギー消費量の上昇は21世紀に止まったが、その原因は主に工業の転換であり、重工業が少なくなったためエネルギー効率が上がったのだった。代わってエネルギー消費量が多くなったのは国際企業のデータセンターである。
1990年から2006年まで、エネルギー消費量は総量が30％上昇したが、電力消費は44％上昇した。電力消費量の上昇は工業、家庭、サービスの3部門での上昇比率がほとんど同じであり、1995年から2005年までの上昇量である15,000ギガワット時は水力発電の発電力総量を越えるものだった。

### 工業
工業のうち、エネルギー消費量が最も高いのは紙とパルプ工業、金属工業、石油精製、化学工業である。
フィンランドの林業は1990年から2005年まで、フィンランドの電力消費の3割を占めてきた。しかし、林業の工程廃棄物、廃材、黒液は2005年時点では7千から8千ギガワット時の再生可能エネルギーを供給している。また同年には林業の労働者が長いストライキを行ったため林業の電力消費が前年比で10％下がった。

### 暖房
暖房によるエネルギー消費は人口増、および住宅の平均面積の上昇により増えてきた。2008年から2011年までの間、家庭におけるエネルギー消費の8割が暖房による消費だった。

### 交通
交通はエネルギー消費の3割を占め、うち4割が石油の使用である。キロメートル毎の消費量は減ったが、輸送距離が増えた。
京都議定書の規定により、フィンランドは交通による2008年から2012年までの温室効果ガス排出量平均値を1990年の水準に維持する必要があり、2004年の省庁報告によるとフィンランドの公共交通機関の排出が占める比率はヨーロッパ諸国の多くよりも低い。

### 輸入と輸出
2014年時点ではエネルギー輸入総額が100億ユーロになっている。一方、2016年1月から9月までのエネルギー輸入総額は50億ユーロとなっており、前年比で15％下がっている。うち64％の輸入先がロシアであった。輸出は28億ユーロとなっており、前年比で1％上がっている。うち78％の輸出先は経済協力開発機構（OECD）加盟国である。輸入総額が下がった理由は石油製品の価格下落である。

### 電力
2009年、フィンランドの電力源の内訳は原子力発電28％、水力発電16％、石炭13％、天然ガス11％、泥炭5％、木材燃料やほかの再生可能エネルギー10％になっている。2009年時点の電力純輸入比率は15％である。2011年時点では電力消費量の16％が輸入された電力でまかなわれている。
2013年3月、欧州委員会は欧州司法裁判所を通じて、電力に関する指示に従わなかったとしてフィンランドに毎日32,000ユーロの罰金を課した。
再生可能エネルギーによる発電の比率は2012年時点では40％であり、2020年までに33％まで引き上げる目標を前倒しで達成した。一方、ヨーロッパ諸国の多くは2012年時点の再生可能エネルギーによる発電の比率を引き上げる目標を掲げた。
| 再生可能エネルギーによる発電の比率 | 再生可能エネルギーによる発電の比率 | 再生可能エネルギーによる発電の比率 |
| 国                                 | 2012年の比率                       | 引き上げ目標                       |
| ---------------------------------- | ---------------------------------- | ---------------------------------- |
| フィンランド                       | 40％                               | 2020年に33％                       |
| デンマーク                         | 48％                               | 2020年に50％                       |
| ベルギー                           | 14％                               | 2020年に20.9％                     |
| オランダ                           | 12％                               | 2020年に37％                       |
| フランス                           | 16％                               | 2020年に27％                       |
| アイルランド                       | 20％                               | 2020年に42.5％                     |
| ドイツ                             | 25％                               | 2025年に40-45％                    |
| イギリス                           | 12％                               | 2015年に50％                       |
| スコットランド                     | -                                  | 2020年に100％                      |
| スウェーデン                       | 58％                               | 2020年に62.9％                     |

## エネルギー源
2015年の前半において、フィンランドのエネルギー源の内訳は木材26％、石油23％、原子力18％、石炭9％、天然ガス7％、水力5％、泥炭5％、風力1％、その他4％である。フィンランドは化石燃料を産出しない。

### 木材
フィンランドのエネルギー生産の約4分の1は木材燃料に由来する。燃料として使用するための植林は行われておらず、木材燃料の大半は木材のほかの使途による副産物である。例えば、パルプ生産の副産物である黒液、製材業の副産物である泥炭と木の枝は木材燃料としてフィンランドの林業自体に使われている。
フィンランド自然保護協会はフィンランドに、政府のエネルギー政策によると木材燃料の15％を占めている切り株と丈夫な木を燃やさないよう求めている。イギリスの王立国際問題研究所によると、このようなバイオ燃料は気候変化を加速させる。オットー・ブルーンによると、フィンランド政府のバイオ燃料に関する目標は二酸化炭素吸収源の減少を招き、その減少は航空と陸上交通による温室効果ガス排出を打ち消して余りあるほどであるという。

### 石油
フィンランドは石油を産出しないため、全て輸入に頼っている。2007年時点の石油輸入は約1,100万トンである。また2006年時点では輸入先がロシア（64％）、ノルウェー（11％）、デンマーク（11％）、その他がイギリス、カザフスタン、アルジェリアとなっている。石油はフィンランドのエネルギー消費量の24％を占めており、その多くが車で使われているが、暖房油が約26万世帯で使われている。
ネステ社はフィンランド唯一の石油精製会社であり、ガソリンや重油をバルト三国や北米に輸出している。2006年時点の石油輸入総額は65億ユーロで輸出総額は3億ユーロである。

### 原子力発電
2008年時点のフィンランドでは原子力発電所が2箇所あり、原子炉が合計4基となっている。フィンランド初の原子力発電所が稼働を開始したのは1977年のことだった。2000年から2014年まで、これらの原子炉は毎年21.4から22.7テラワット時の電力を発電しており、フィンランドのエネルギー生産の27から35％、およびエネルギー消費の24から28％を占める。世界中で最も効率の高い発電所の1つであり、設備利用率は1990年代で94％になっている。5基目の原子炉がオルキルオト原子力発電所で建設中であり、2018年に稼働を開始する予定である。
全ての原子力発電所の計画が完成した場合、原子力発電がエネルギー生産を占める割合は2025年までに約6割になり、2000年から2014年までの27から35％のほぼ倍になる。
ロシアのロスアトム社はフィンランドで原子力発電所を建設中のフェンノボイマの株式を34％保持しており、大株主となっているが、フィンランドの地方自治体もフェンノボイマの株主である。グリーンピースのフィンランド支部によると、2017年2月時点でオウル、ヘルシンキ、ヴァンター、ハミナ、ヌルミヤルヴィの原子力発電所を漸次廃止する取り組みがあるという。

### 石炭
石炭はロシアとポーランドから輸入されており、2007年の総使用量は560万トンだった。
Finnwatchが2010年9月27日に公表した資料によると、フィンランドでは石炭発電所が13か所ある。エネルギー会社のうちポホヨラン・ヴォイマ、フォータム、ヘルシンギン・エネルギア、ラウタルーッキが石炭を最も多く消費している。税関の統計によると、2007年から2009年までの間、石炭の総輸入量は1,830万トンであり、その輸入先はロシア72.5％、アメリカ7.3％、カナダ6.6％、オーストラリア5.9％、ポーランド3.0％、南アフリカ1.4％、コロンビア1.3％、インドネシア1.1％だった。フィンランドで使用される石炭は主にロシアのケメロヴォ州のクズネツク盆地にある炭田で採掘されている。
フィンランドの会社は石炭の輸入国を知っているが、炭田まで特定することは常にできるわけではなく、特に配合炭の場合はさらに難しい。Finnwatchが2010年に公表した資料によると、いずれの会社も石炭の消費を取りやめるとの約束はしていない。ただし、各会社の新しい投資では未来の石炭消費を減少する予定であるとしており、ヘルシンギン・エネルギアは2020年までに4割減、ラハティ・エネルギアは2012年までに数割減、ヴァンターン・エネルギアは2014年までに3割減としている。
国際労働機関の鉱山における安全及び健康に関する条約（176号条約、1995年）は鉱山における安全と健康リスクに着目している。フィンランドは1997年に条約を批准したが、2017年時点ではフィンランドへ石炭を輸出する国のうち南アフリカが2000年に、アメリカとポーランドが2001年に、ロシアが2013年に批准しただけであり、インドネシア、オーストリア、カザフスタン、カナダ、コロンビア、中国は未批准となっている。2010時点のフィンランドでは少なくとも2社が国連グローバル・コンパクトの原則を発注先との交渉において使用しているとしたが、グローバル・コンパクトへの署名自体はしていない。DanWatchの「石炭の呪い」という報告によると、デンマークのドン・エナジー社（現在のエルステッド社）とスウェーデンのバッテンフォール社は国連グローバル・コンパクトの取り組みを重視したという。

### 天然ガス
2010時点では天然ガスが一次エネルギー供給の約10％を占めている。フィンランドは天然ガスの輸入をロシア一国に頼っており、天然ガスの貯蔵施設もないが、フィンランドでは天然ガスを暖房に直接使用することはまれであり、ほとんどが電気、石油や地域熱供給となっている。天然ガスの75％は発電、熱併給発電と工業で使われており、家庭での使用はごくわずかである。実際、天然ガスの93％は大型施設に卸しており、小売りでの流通は少ない。しかし、ヘルシンキでは天然ガスの供給網につながっている住宅が3万軒、レストランが300軒ある。ただし、別の燃料も利用できるようにする義務があるので、ガス供給が突如切れた場合でもすぐにほかの燃料に差し替えることができる。ガスの供給網は南東海岸にしかなく、北へはイカーリネンまで届く。
隣国のスウェーデンは2010年時点ではデンマークからの供給に頼っているが、スウェーデンでは天然ガスが最終エネルギー消費の3.5％しか占めず（最終エネルギー消費376テラワット時、天然ガス消費13テラワット時）、フィンランドでの比率よりも低い。フィンランドとスウェーデンのガス依存率は2010年時点では経済協力開発機構（OECD）加盟国の平均より低く、国際エネルギー機関の加盟国28か国のうち16か国で天然ガスが一次エネルギー供給の2割以上を占めている。
天然ガスは1973年石油危機の翌年から使用されてきた。フィンランドにおける天然ガスの輸入と販売会社はガスムであり、ガスムはフィンランドの天然ガス輸送システムも運営している。フィンランドでは天然ガス自動車はあまり一般的ではないが、天然ガスを使用するバスが存在する。

### 泥炭
フィンランドで使用されるエネルギー供給源のうち、泥炭と無煙炭が地球温暖化を最も悪化させるものである。VTTの研究によると、泥炭が最も有害であるという。
2005年から2015年までの新しいエネルギー投資において、泥炭は最も多く投資されている。フィンランドにおいて、2005年から2015年までで始めた新しい発電所のうち泥炭を使用するものが36％、無煙炭を使用するものが11％と計47％となっている。2005年から2015年までの間、泥炭発電所の会社のうち二酸化炭素を多く放出する会社はポホヨラン・ヴォイマ2,700キロトン、ヒュヴァスキュラン・エネルギア561キロトン、エテラ＝ポホヤンマーン・ヴォイマ・オユ（Etelä-Pohjanmaan Voima Oy）374キロトン、クオピオン・エネルギア186キロトン、UPMキュンメネ135キロトン、ヴァポ69キロトンだった。エテラ＝ポホヤンマーン・ヴォイマ・オユは原子力発電所を有するフィンランド産業電力の株主の1社であり、クオピオン・エネルギアも同じく原子力発電所を有するフェンノボイマ社の株主である。
国際エネルギー機関（IEA）の国別報告によると、フィンランドの泥炭に対する補助金は二酸化炭素排出減少という目標に反しており、ほかの環境政策や欧州連合の排出取引政策にも反するものである。そのため、IEAは2010年までに泥炭への補助金を打ち切るとの予定を守るよう求めた。

### 水力発電
フィンランドの水力発電所は330所以上あり、合計で3,100メガワットを産出する。

### 再生可能エネルギー
フィンランドのエネルギー会社は再生可能エネルギーに関する義務はない。フィンランドにおいて、再生可能エネルギーが占める比率は2000年時点で25％、2012年時点で28％となっている。2006年から2010年までの5年間の平均は24.7％で、2001年から2010年までの10年間の平均は26.0％となっている。欧州連合がフィンランドに設定した、2020年までにその比率を38％に引き上げるという目標は2014年に達成され、2015年には比率が39.3％になっている（ただし、フィンランド政府の計算によるとエネルギー消費量1,306.3ペタジュールのうち再生可能エネルギーが454.6ペタジュールで、35％となっている）。これを受けて、フィンランドは2030年までに（消費量に基づく）比率を50％に引き上げるという新しい目標を設定した。フィンランにおける再生可能エネルギーによる発電の比率は下記のとおり。
| 再生可能エネルギーによる発電の比率 | 再生可能エネルギーによる発電の比率 | 再生可能エネルギーによる発電の比率 |
| 年                                 | 比率                               |                                    |
| ---------------------------------- | ---------------------------------- | ---------------------------------- |
| 1990                               | 18.2%                              |                                    |
| 1995                               | 21.3%                              |                                    |
| 2000                               | 24.6%                              |                                    |
| 2005                               | 24.8%                              |                                    |
| 2010                               | 27.1%                              |                                    |
| 2015                               | 39.3% (35%)                        |                                    |

再生可能エネルギーの総発電力は2010年代に増加し、2010年には5,170メガワットだったのが2016年に7,067メガワットまで上昇した。2016年の再生可能エネルギー発電量は約130テラワット時だった。
| フィンランドにおける再生可能エネルギーの種類(Statistics Finland, 2015) | フィンランドにおける再生可能エネルギーの種類(Statistics Finland, 2015) | フィンランドにおける再生可能エネルギーの種類(Statistics Finland, 2015) |
| 種類                                                                   | 比率                                                                   |                                                                        |
| ---------------------------------------------------------------------- | ---------------------------------------------------------------------- | ---------------------------------------------------------------------- |
| 水力発電                                                               | 13.5%                                                                  |                                                                        |
| 小規模な木材燃焼                                                       | 14%                                                                    |                                                                        |
| 林業の黒液                                                             | 31%                                                                    |                                                                        |
| 木材燃料                                                               | 28.5%                                                                  |                                                                        |
| 熱ポンプ                                                               | 4%                                                                     |                                                                        |
| バイオ燃料                                                             | 5%                                                                     |                                                                        |
| その他のバイオエネルギー                                               | 4%                                                                     |                                                                        |

フィンランドに設定された、欧州連合の再生可能エネルギー目標は2003年のバイオ燃料促進に関する指令とホワイトペーパーに基づき、再生可能エネルギーによる発電22％と再生可能な一次エネルギー12％になっている。また、2010年までに風力発電力40ギガワット、太陽光発電力3ギガワット、バイオ燃料の比率5.75％といった目標も定められた。
| 欧州連合とフィンランドの風力発電力（メガワット） | 欧州連合とフィンランドの風力発電力（メガワット） | 欧州連合とフィンランドの風力発電力（メガワット） | 欧州連合とフィンランドの風力発電力（メガワット） | 欧州連合とフィンランドの風力発電力（メガワット） | 欧州連合とフィンランドの風力発電力（メガワット） | 欧州連合とフィンランドの風力発電力（メガワット） | 欧州連合とフィンランドの風力発電力（メガワット） | 欧州連合とフィンランドの風力発電力（メガワット） | 欧州連合とフィンランドの風力発電力（メガワット） | 欧州連合とフィンランドの風力発電力（メガワット） | 欧州連合とフィンランドの風力発電力（メガワット） | 欧州連合とフィンランドの風力発電力（メガワット） | 欧州連合とフィンランドの風力発電力（メガワット） | 欧州連合とフィンランドの風力発電力（メガワット） | 欧州連合とフィンランドの風力発電力（メガワット） | 欧州連合とフィンランドの風力発電力（メガワット） | 欧州連合とフィンランドの風力発電力（メガワット） | 欧州連合とフィンランドの風力発電力（メガワット） | 欧州連合とフィンランドの風力発電力（メガワット） | 欧州連合とフィンランドの風力発電力（メガワット） |
| 順位                                             | 国                                               | 2016                                             | 2015                                             | 2014                                             | 2013                                             | 2012                                             | 2011                                             | 2010                                             | 2009                                             | 2008                                             | 2007                                             | 2006                                             | 2005                                             | 2004                                             | 2003                                             | 2002                                             | 2001                                             | 2000                                             | 1999                                             | 1998                                             |
| ------------------------------------------------ | ------------------------------------------------ | ------------------------------------------------ | ------------------------------------------------ | ------------------------------------------------ | ------------------------------------------------ | ------------------------------------------------ | ------------------------------------------------ | ------------------------------------------------ | ------------------------------------------------ | ------------------------------------------------ | ------------------------------------------------ | ------------------------------------------------ | ------------------------------------------------ | ------------------------------------------------ | ------------------------------------------------ | ------------------------------------------------ | ------------------------------------------------ | ------------------------------------------------ | ------------------------------------------------ | ------------------------------------------------ |
| –                                                | 欧州連合                                         | 153,730                                          | 141,726                                          | 128,751                                          | 117,289                                          | 105,696                                          | 93,957                                           | 84,074                                           | 74,767                                           | 64,712                                           | 56,517                                           | 48,069                                           | 40,511                                           | 34,383                                           | 28,599                                           | 23,159                                           | 17,315                                           | 12,887                                           | 9,678                                            | 6,453                                            |
| 18                                               | フィンランド                                     | 1,539 (1,533)                                    | 1,011 (1,005)                                    | 627                                              | 448                                              | 288                                              | 197                                              | 197                                              | 146                                              | 143                                              | 110                                              | 86                                               | 82                                               | 82                                               | 52                                               | 43                                               | 39                                               | 39                                               | 39                                               | 17                                               |

## 環境に対する影響

### 地球温暖化
2008年、フィンランドの温室効果ガス排出量は二酸化炭素が7,010万トンとなっており、4分の3以上がエネルギー産業からエネルギー関連によるものである。
2008年の二酸化炭素排出で化石燃料によるもののうち45％が石油、39％が石炭、15％が天然ガスとなっている。これは2000年時点の石油48％と石炭37％とほとんど同じである。化石燃料のガソリン、軽油、航空用ガソリンは全て石油に由来に由来している。バイオ燃料では2008年時点で黒液が47％で木材燃料が52％であり、1990年から2006年までとはほとんど同じであった。2008年から2012年まで、欧州連合の排出取引ではバイオ燃料や農業に由来する温室効果ガス排出が無料となっている。公式の統計によると、フィンランドの石炭と化石燃料による二酸化炭素排出量は年毎に大きく違い、化石燃料は2005年に18％減少、2008年に13％減少していたが、石炭は逆に1996年に22％上昇、2001年に22％上昇、2006年に58％上昇していた。
エネルギーの統計によると、毎年の排出量の増減に最も影響を与えるのは石炭と泥炭の消費だった。2006年時点では無煙炭による排出量の上昇のうち、92％が工業（発電以外のエネルギー産業含む）によるものだった。同年には泥炭の消費が上昇した。1990年から2006年までの間、暖房は泥炭使用の42％を占めたが、発電以外のエネルギー産業と比べて年毎の増減が少なかった。
| 燃料毎の二酸化炭素排出量 | 燃料毎の二酸化炭素排出量 | 燃料毎の二酸化炭素排出量 | 燃料毎の二酸化炭素排出量 | 燃料毎の二酸化炭素排出量 | 燃料毎の二酸化炭素排出量 | 燃料毎の二酸化炭素排出量 |
| | 二酸化炭素（百万トン）   | 二酸化炭素（百万トン）   | 化石燃料の比率（％）     | 化石燃料の比率（％）     | 化石燃料の比率（％）     | 化石燃料の比率（％）     |
| 年 | バイオ                   | 化石                     | 石炭                     | 石油                     | 天然ガス                 | 交通                     |
| --- | ------------------------ | ------------------------ | ------------------------ | ------------------------ | ------------------------ | ------------------------ |
| 1990 | 19.3                     | 53.0                     | 38                       | 31                       | 9                        | 22                       |
| 2000 | 29.4                     | 53.1                     | 37                       | 26                       | 15                       | 22                       |
| 2004 | 32.9                     | 64.3                     | 45                       | 21                       | 14                       | 20                       |
| 2005 | 30.7                     | 52.8                     | 35                       | 25                       | 16                       | 24                       |
| 2006 | 34.5                     | 64.1                     | 45                       | 20                       | 14                       | 20                       |
| 2007 | 33.0                     | 61.8                     | 45                       | 21                       | 13                       | 21                       |
| 2008 | 33.1                     | 53.7                     | 39                       | 22                       | 15                       | 24                       |
| - 石炭：無煙炭、泥炭およびその他の炭 - その他の炭：コークス、高炉ガス、コークス炉ガス、コールタールなど - 石油：重油、軽油など - 交通用石油燃料：ガソリン、軽油、航空用ガソリン - バイオ燃料：黒液、木材燃料 温室効果ガス排出量はStatistics Finlandにより毎年4月に公開されている。 |                          |                          |                          |                          |                          |                          |

| 燃料毎の二酸化炭素排出量（石炭のみ）                             | 燃料毎の二酸化炭素排出量（石炭のみ） | 燃料毎の二酸化炭素排出量（石炭のみ） | 燃料毎の二酸化炭素排出量（石炭のみ） | 燃料毎の二酸化炭素排出量（石炭のみ） | 燃料毎の二酸化炭素排出量（石炭のみ） | 燃料毎の二酸化炭素排出量（石炭のみ） | 燃料毎の二酸化炭素排出量（石炭のみ） |
|                                                                  | 二酸化炭素（百万トン）               | 二酸化炭素（百万トン）               | 二酸化炭素（百万トン）               | 二酸化炭素（百万トン）               | 二酸化炭素（百万トン）               | 化石燃料の比率（％）                 | 化石燃料の比率（％）                 |
|                                                                  | 化石燃料                             | 無煙炭                               | その他の炭                           | 泥炭                                 | 石炭の合計                           | 泥炭                                 | 石炭の合計                           |
| ---------------------------------------------------------------- | ------------------------------------ | ------------------------------------ | ------------------------------------ | ------------------------------------ | ------------------------------------ | ------------------------------------ | ------------------------------------ |
| 1990                                                             | 53.0                                 | 12                                   | 3                                    | 6                                    | 20.1                                 | 10.6                                 | 37.9                                 |
| 2000                                                             | 53.1                                 | 9                                    | 4                                    | 7                                    | 19.4                                 | 12.2                                 | 36.5                                 |
| 2004                                                             | 64.3                                 | 16                                   | 4                                    | 9                                    | 28.7                                 | 14.5                                 | 44.6                                 |
| 2005                                                             | 52.8                                 | 8                                    | 4                                    | 7                                    | 18.3                                 | 13.6                                 | 34.7                                 |
| 2006                                                             | 64.1                                 | 15                                   | 4                                    | 10                                   | 28.9                                 | 15.3                                 | 45.1                                 |
| 2007                                                             | 61.8                                 | 13                                   | 4                                    | 11                                   | 27.4                                 | 17.3                                 | 44.3                                 |
| 2008                                                             | 53.7                                 | 9                                    | 3                                    | 9                                    | 20.7                                 | 15.8                                 | 38.5                                 |
| その他の炭：コークス、高炉ガス、コークス炉ガス、コールタールなど |                                      |                                      |                                      |                                      |                                      |                                      |                                      |

### 粒子状物質
粒子状物質とは数ナノメートルから可視となる程度の大きさの粒子を指すが、人間に影響を与える最も重要な環境要因となっている。粒子状物質の約半分はその起源が交通、工業、エネルギー生産など人為的である。フィンランドでは木材を燃料として燃焼することが主な起源となっている。また二酸化窒素と二酸化硫黄の気体は大気圏で粒子状物質に変わる。

## エネルギー政策
1997年から始まった再生可能エネルギー比率の引き上げは2005年時点では2010年までに35％に引き上げることを目標としていたが、翌2006年には目標が31.5％に引き下げられた。「グローバル再生可能エネルギー状況レポート」によると、フィンランドは13年間で2％引き上げしか目指さないことになり、欧州連合諸国の間ではやや低い目標となっている。
2013年時点のフィンランドにおけるエネルギー補助金は化石燃料が7億ユーロで再生可能エネルギーは6千万ユーロ（主に木材と風力）だった。2010年から2015年まで、風力発電の固定価格買い取り制度の値段が引き上げられた。